# Gobierno provisional de Israel
El Gobierno provisional de Israel (en hebreo: הַמֶמְשָׁלָה הַזְמַנִּית‎, translit. HaMemshela HaZmanit) fue un gabinete temporal que rigió sobre la comunidad judía en el Mandato de Palestina y más tarde, al Estado de reciente creación de Israel, hasta la formación del primer gobierno (marzo de 1949), a raíz de las primeras elecciones a la Knéset en enero de ese año.
Con el Mandato Británico de Palestina programado para llegar a su fin el 15 de mayo de 1948, el órgano de gobierno de la comunidad judía, el Consejo Nacional Judío, comenzó a trabajar en la organización de un gobierno provisional judío (2 de marzo de 1948). El 12 de abril de 1948 se formó la Minhelet HaAm (en hebreo: מנהלת העם‎, lit. Administración del Pueblo), todos sus miembros pertenecían a la Moetzet HaAm (Concilio del Pueblo), el órgano legislativo temporal establecido en el mismo tiempo. La estructura departamental del Consejo Nacional Judío sirvió de base para los ministerios del gobierno interino.
| Administración del Pueblo (Minhelet HaAm)      | Administración del Pueblo (Minhelet HaAm) | Administración del Pueblo (Minhelet HaAm)     |
| Posición                                       | Persona                                   | Partido                                       |
| ---------------------------------------------- | ----------------------------------------- | --------------------------------------------- |
| Primer ministro Ministro de Defensa            | David Ben-Gurión                          | Mapai                                         |
| Ministro de Agricultura                        | Aharon Zisling                            | Mapam                                         |
| Ministro de Finanzas                           | Eliezer Kaplan                            | Mapai                                         |
| Ministro de Relaciones Exteriores              | Moshe Sharett                             | Mapai                                         |
| Ministro de Salud Ministro de Inmigración      | Haim-Moshe Shapira                        | HaPoel HaMizrahi                              |
| Ministro de Asuntos Internos                   | Yitzhak Gruenbaum                         | Independiente                                 |
| Ministro de Justicia                           | Pinchas Rosen                             | Nuevo Partido de la Aliyá/Partido Progresista |
| Ministro de Trabajo y Construcción             | Mordejai Bentov                           | Mapam                                         |
| Ministerio de Policía Ministro de las Minorías | Bejor-Shalom Sheetrit                     | Sefardíes y Comunidades Orientales            |
| Ministro de Religiones y Víctimas de la Guerra | Yehuda Leib Maimon                        | Mizrachi                                      |
| Ministro de Comercio e Industria               | Peretz Bernstein                          | Sionistas Generales                           |
| Ministro de Transporte                         | David Remez                               | Mapai                                         |
| Ministro de Bienestar                          | Yitzhak-Meir Levin                        | Agudat Yisrael                                |

El 12 de mayo, Minhelet HaAm convocó a votar sobre si se debía declarar la independencia. Tres de los trece miembros faltaban: con Yehuda Leib Maimon y Yitzhak Gruenbaum atrapados en Jerusalén, mientras que Yitzhak-Meir Levin estaba en los Estados Unidos. La reunión comenzó a las 1:45 de la tarde y terminó después de la medianoche. La decisión fue entre aceptar la propuesta estadounidense para una tregua, o declarar la independencia. Esta última opción fue sometida a votación, con seis de los diez miembros presentes apoyándola:
- Votos a favor: David Ben-Gurión, Mordejai Bentov, Moshe Sharett (Mapai), Peretz Bernstein (Sionistas Generales), Haim-Moshe Shapira (Hapoel Hamizrachi), Aharon Zisling (Mapam).
- Votos en contra:  Eliezer Kaplan, David Remez (Mapai), Pinchas Rosen (Nuevo Partido de la Aliyá), Bechor-Shalom Shitrit (Sefardíes y Comunidades Orientales).

El 14 de mayo, el día en que Israel declaró su independencia, el Minhelet HaAm se convirtió en el gobierno provisional, mientras que el Moetzet HaAm se convirtió en el Consejo de Estado provisional. El gobierno provisional fue reconocido rápidamente por Estados Unidos como la autoridad de facto de Israel, seguido de Irán (que había votado en contra del plan de partición de la ONU), Guatemala, Islandia, Nicaragua, Rumania y Uruguay. La Unión Soviética otorgó el reconocimiento oficial a Israel el 17 de mayo de 1948, seguido de Polonia, Checoslovaquia, Yugoslavia, Irlanda y Sudáfrica. Los Estados Unidos extendieron el reconocimiento de iure después de las primeras elecciones de Israel, el 31 de enero de 1949.